# Entremés del ahorcado
El Entremés del ahorcado fue escrito por el español Fernán González de Eslava. Esta obra se dio a conocer en el año de 1610, cuando una serie de obras de su autoría fueron publicadas bajo el nombre de Coloquios espirituales y sacramentales y poesías sagradas.

## Obra
No se sabe con certeza el año en el que González de Eslava escribió el Entremés del ahorcado. Pero se supo de su existencia en la publicación de los Coloquios espirituales y sacramentales y poesías sagradas en el año de 1610. Se dice que el humorismo de González de Eslava llega a su máxima expresión en el Entremés del ahorcado (Fernández, 41). Esta obra proyecta acontecimientos de la vida en la Nueva España de entonces. De hecho algunos críticos literarios clasifican esta obra como realismo. Se dice que el Entremés del ahorcado fue escrito con el único propósito de divertir al público y con un mensaje intensamente doctrinal. El entremés representa a dos hombres ciertamente valientes, uno de ellos representa al típico soldado fanfarrón de la época. El toque cómico lo compone la hipérbole y la exageración en los diálogos entre los personajes. 

## Trama/Argumento
Entre dos rufianes, uno de ellos da un bofetón al otro rufián. El rufián agredido decide vengarse y va a buscarlo. Cuando el agresor ve venir de lejos a su enemigo, pide a un compañero que simulen que éste lo ha ahorcado para así evadir la venganza. La obra empieza cuando el rufián agredido llega al sitio y encuentra al agresor supuestamente ahorcado. el agredido comienza a detallar todo lo que le haría al agresor  "si no se hubiera ahorcado". El rufián agredido dice, que si no fuera porque ya está muerto el mismo lo mataría con su espada y su brazo fuerte. Jura que sería capaz de irlo a buscar hasta en el vientre de una ballena o hasta el propio infierno para así vengarse. El rufián agredido desearía poder revivir al hombre muerto para después matarle,  destrozar su cuerpo y repartir los pedazos de su cuerpo en distintos lugares de la Nueva España. Jura que lo obligaría a pedir perdón para después matarle nuevamente. Cada vez que el agredido expone lo que le hubiera hecho al agresor éste hace un ademan de dar una estocada al supuesto muerto pero el ahorcador le detiene diciendo qu no debería de ensuciar su espada con un hombre muerto. Por fin se va el rufián agredido; el agresor se desata y parodia gallardamente el discurso de su enemigo diciendo todo lo que habría hecho "si no estuviera ahorcado". El agresor comenta con sarcasmo que el otro rufián huyó; y que desearía seguirlo para sacarle la lengua por detrás del colodrillo y si estuviera presente le cortara las orejas y se las clavara en su frente. 

## Personajes
La obra cuenta con tres personajes en total. Un data muy interesante en el Entremés del ahorcado es que estos personajes carecen de nombres. Dos de los personajes son los protagonistas de la obra. El autor hace llamar a estos dos, rufianes. El tercer personaje es el hombre que ayuda a uno de los rufianes y quien prácticamente evita el trágico final de la obra. 

### Rufián agredido
Es un hombre que está dispuesto a salvar su honor. Presume de ser un hombre valiente y de poseer una fortaleza física única.

### Rufián agresor
Es un hombre astuto. Prefiere fingir su muerte antes de enfrentar a su contrincante. Aunque por otro lado también presume de ser un hombre muy valiente.

### Cómplice del rufián agresor
Este personaje no tiene ninguna participación en los diálogos en la obra,  pero su presencia es de suma importancia ya que ayuda al rufián agresor a fingir su muerte.  Y con su ayuda evita la venganza del rufián agredido.

## Temas  principales
A pesar de su corto contenido literario,  el El entremés del ahorcado  encierra diversos temas de interés. Uno de ellos, y el cual es claramente percibido por el lector, es la valentía.  De cierta manera ambos personajes protagónicos se enlazan en un indirecto duelo verbal. Cada uno describe lo que haría al otro si se diera la oportunidad de enfrentarse físicamente. Aunque puede ser un tanto irónico este tema pues al final de la obra ninguno de los personajes cumple su amenaza.
Otro tema en la obra es la honra, la cual está visiblemente ligada a la valentía. El rufián que recibió el bofetón se siente humillado y siente el deber de vengarse para ase limpiar su nombre y quedar como un héroe valiente. El aniquilar a su contrincante lo ve como la única solución para salvar su honor. Otro tema podría ser la cobardía aunque en la obra ésta podría ser descrita como inteligencia. Inteligencia de parte del rufián agresor para evadir la venganza y su drástico final a manos del rufián agredido. 
Otro tema importante para discutir en el Entremés del ahorcado es el metateatro. El rufián agresor finge estar ahorcado y esto crea una obra dentro de la propia obra. La actuación del rufián en el propio entremés da un toque humorístico a la obra. El dramaturgo y personaje protagónico es el rufián agresor. Con su inteligencia él logra montar una obra increíble de falsedad. El personaje antagónico lo ejerce el rufián agredido. Lo irónico es que él no sabe que está siendo parte de una obra. El papel de  coprotagónico lo tiene el hombre que ayuda al rufián a fingir su muerte. Tanto el protagónico como el coprotagónico hacen una mancuerna excelente ya que cumplen su cometido y logran burlar al rufián agredido.

## Estructura de la obra
El Entremés del ahorcado tiene el toque especial de González de Eslava, es una obra compuesta por una sencilla estructura y el uso inmoderado del elemento cómico y grotesco. Una de las características importantes en el Entremés de ahorcado es el uso de acotaciones. La obra comienza con una acotación que da un resumen del suceso que ha ocurrido entre dos rufianes y hace referencia a lo que está por suceder. La segunda acotación aparece a la mitad de la obra, la cual marca el desenlace de la obra. El entremés se divide en dos monólogos. El primer monólogo de la obra es dicho por el rufián agredido, el segundo monólogo es dicho por el rufián agresor.
Otra característica interesante en la estructura del entremés es su distribución del contenido en versos, especialmente quintillas.  En general, la obra se divide en 16 quintillas octosílabas. El monólogo de cada rufián contiene 8 de ellas. Las rimas alternan cada dos estrofas; ababa-abba. También es importante notar el uso frecuente de anáfora en el entremés. Cada otra estrofa repite el mismo verso: "Si no se hubiera ahorcado", dicho por el rufián agredido; "Si no estuviera ahorcado", dicho por el rufián agresor.